# Chigüil
El chigüil, también conocido como chihuil, chihuilde, chibil, chivil, chihuila, chachi o cuchichachi, es un alimento originario de la sierra ecuatoriana preparado con harina de maíz y queso y envuelto en hojas vegetales.
Este delicioso alimento se prepara especialmente en las épocas de la Semana Santa y carnaval, aunque se puede preparar en cualquier momento.
Se sirve con café, chocolate, aguas aromáticas o simplemente solo.

## Origen
Aunque se desconoce con precisión su origen, el chigüil es un plato típico en varios cantones de las provincias de Azuay, Bolívar, Cañar, Chimborazo y Tungurahua. La ciudad de Guaranda, donde se lo consume en carnaval, es considerada por algunos como la cuna de este producto.

## Preparación
El chigüil se prepara con harina de maíz, manteca de chancho y queso fresco. Se lo envuelve en hoja de huicundo (un tipo de bromelia), achira, plátano o del mismo maíz y se cocina a vapor.

## Consumo
Es típico de la Gastronomía de Semana Santa, y también se es un plato que se consume en los carnavales bolivarenses. 